# Simen Juklerød
Simen Kristiansen Juklerød (Bærum, 18 maggio 1994) è un calciatore norvegese, difensore o centrocampista del Sint-Truiden.

## Caratteristiche tecniche
È un esterno sinistro che fa della fisicità e della velocità i suoi punti di migliori. Sa disimpegni come terzino sinistro all' occorrenza 

## Carriera
Cresciuto nelle giovanili del Bærum, ha esordito in prima squadra il 6 aprile 2014 disputando l'incontro di 1. divisjon vinto 4-3 contro l'Hønefoss.

## Palmarès

### Club

#### Competizioni nazionali
- Coppa del Belgio: 1

Anversa: 2019-2020
- 1. divisjon: 1

Vålerenga: 2024